# Sankt Gilgen
Sankt Gilgen est une commune autrichienne située au bord du Wolfgangsee, dans l'État de Salzbourg. C'est un lieu de villégiature apprécié dans un cadre de montagnes du Salzkammergut. 

## Géographie

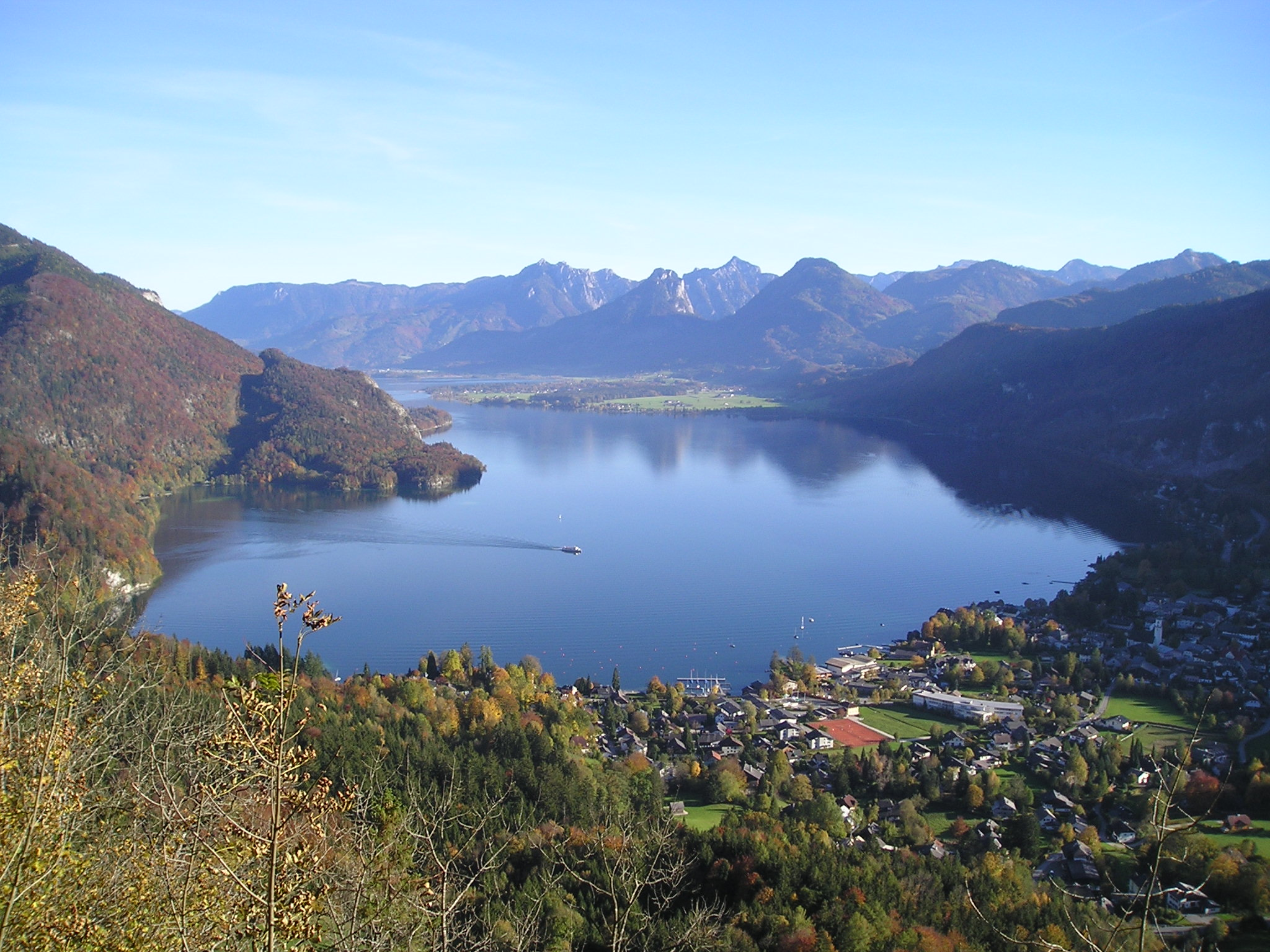
Vue sur le lac Wolfgangsee.

La commune se trouve dans la région historique du Salzkammergut, à environ 25 kilomètres à l'est de Salzbourg et à 20 kilomètres à l'ouest de Bad Ischl. Elle est limitrophe, au nord et à l'est, du Land de Haute-Autriche. 
Située sur la rive ouest du lac Wolfgangsee, à 545 m d'altitude, la municipalité est nichée dans les montagnes du massif du Salzkammergut, vis-à-vis du Schafberg (1 782 m) qui se dresse au-dessus de la localité de Ried. Les communes voisines sur le lac sont Strobl et Sankt Wolfgang. Plus au nord-est, le territoire communal s'étend jusqu'aux rives du lac de Mondsee et de l'Attersee.

## Histoire
Le nom de la municipalité vient du saint patron de la paroisse, Gilles l'Ermite (en allemand : Ägidius), déformé en Gilgen.
La région était déjà peuplée à l'époque préhistorique, notamment à la période de la culture du lac de Mondsee qui s'est développée au Néolithique moyen, d'environ 3 600 à 2 900 ans av. J.-C., et pendant la culture de Hallstatt entre environ 1200 et 500 av. J.-C.

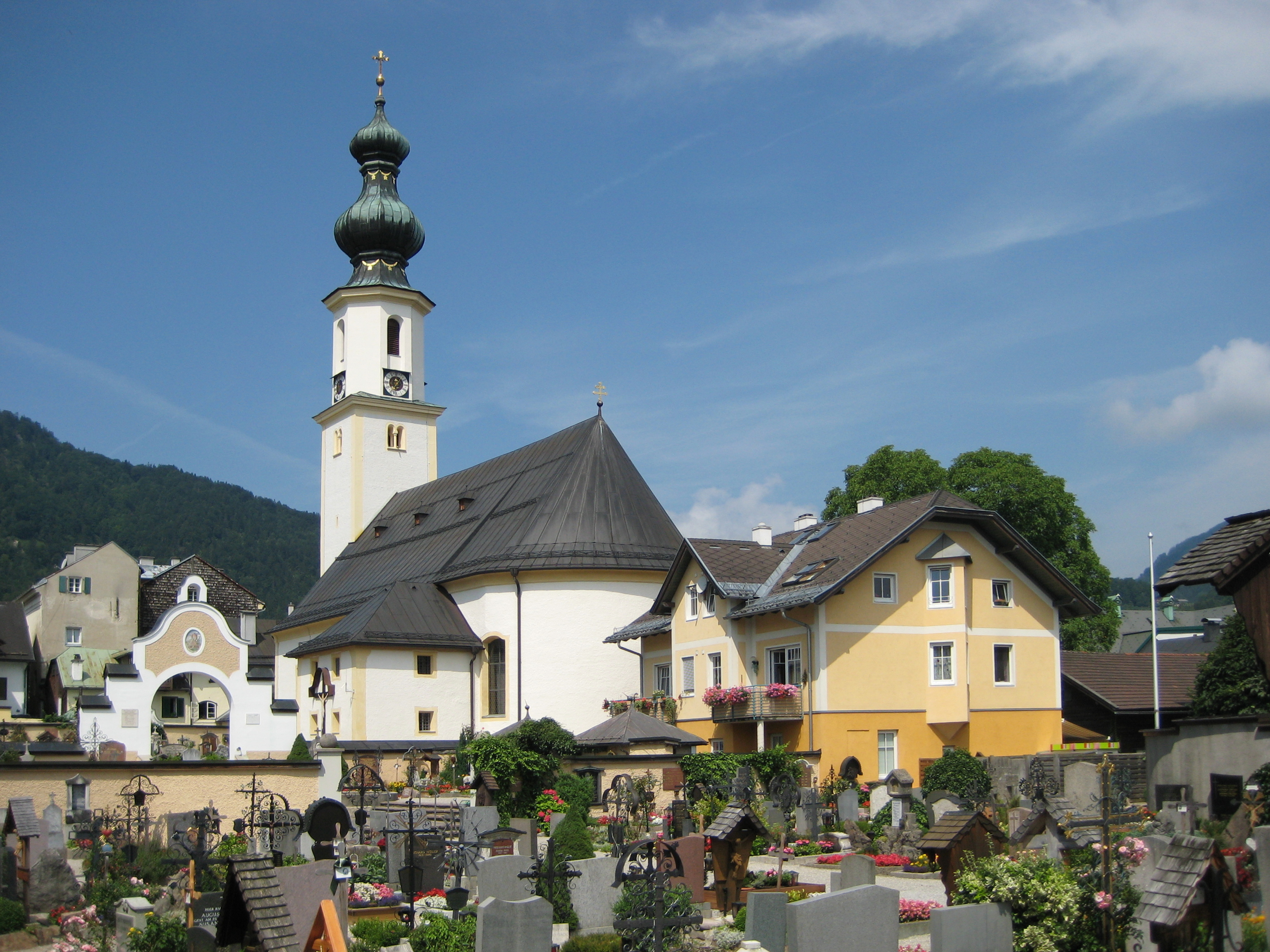
Église paroissiale.

Vers le milieu du VIIIe siècle, le duc Odilon de Bavière a offert la totalité des biens sur le Wolfgangsee à l'évêché de Salzbourg. Sankt Gilgen qui fut un avant-poste des princes-archevêques de Salzbourg vers les pays autrichiens des Habsbourg à l'est, offre l'un des tableaux les plus connus du Salzkammergut. Les limites frontalières fûrent fixées une dernière fois par un Traité signé par l'archevêque Johann Ernst von Thun und Hohenstein et l'empereur Léopold Ier le 26 mai 1689.
Il n'est pas indifférent de rappeler les attaches familiales de Mozart avec ce coin de terre béni : sa mère, Anna Maria Pertl, y naquit en 1720 et sa sœur Maria Anna (« Nannerl ») s'y établit après son mariage avec le baron Berchtold zu Sonnenburg, en poste au village. Une plaque sur la maison du tribunal rappelle ce souvenir, tandis qu'une « fontaine de Mozart » était élevée en 1927 sur la place centrale, devant la mairie.
Vers la fin du XIXe siècle, Sankt Gilgen est devenu un lieu de villégiature de nombreuses personnalités du monde économique et politique, comme le chirurgien Theodor Billroth, et également des artistes.

## Musées
La commune abrite quelques petits musées dont le musée d'instruments de musique des peuples et le musée des traditions populaires.

## Personnalités liées à Sankt Gilgen
- Anna Maria Mozart, née Pertl (1720-1778), mère de Wolfgang Amadeus Mozart ;
- Sarah Zadrazil (née en 1993), joueuse de football.